# Denis Belloc
Pour les articles homonymes, voir Belloc (homonymie).
Denis Belloc, né Denis Quillivic le 18 octobre 1949 à La Rochelle et mort le 31 décembre 2013 à Paris, est un écrivain français.

## Biographie
Ses premiers romans sont très autobiographiques : la découverte de l'homosexualité dans Néons, sa mère dans Suzanne, la toxicomanie, la prostitution dans Képas (en verlan, paquet, pour les paquets contenant l'héroïne). Il traite de la déportation des homosexuels (Les Sélectionneurs), brosse le portrait de paumés et de précaires fréquentant le bar Le Petit Parmentier.
Son premier livre Néons, ou comme Patrick Autréaux le nomme, ce "un coup de poing inaugural," fut applaudi par Marguerite Duras dans un long entretien dans Libération qui "embrassait le texte, le dénudait à l’os, adoubait son auteur." Dans un entretien télévisé, un journaliste qui l’interroge le soupçonne d’exagérer un peu son propos. "D’un air très doux qui prévient le chaland naïf, il [Belloc] répond que la réalité est beaucoup plus forte. On lui fait remarquer son parler âpre, cru, violent. C’est le parler quotidien, rétorque-t-il."
Les Ailes de Julien a été porté au cinéma en 1998 par Sandrine Veysset sous le titre Victor... pendant qu'il est trop tard.
Dans un tchat datant de mars 2010, l'écrivain Jeanne Cordelier répondait à la question « quel est votre auteur préféré ? » par « Denis Belloc ». Elle a édité en suédois de nombreuses traductions d'écrivains français, dont Belloc, en faisant traduire Néons.